# Luis Carbonetti
Luis Guillermo Carbonetti (Río Cuarto, Córdoba, 23 april 1953) is een professioneel golfer uit Argentinië. Hij is zes jaar jonger dan zijn broer Horacio Carbonetti, die ook op de Senior Tour speelt.
Carbonetti won de Order of Merit van de Argentijnse Tour in 1985 en van de Córdoba Tour in 2002. Op de Europese Tour eindigde hij tweemaal op de 7de plaats.
Carbonetti heeft in 2003 op de Champions Tour gespeeld en speelt sindsdien op de Europese Senior Tour. Hij heeft daar drie overwinningen geboekt.

## Amateur
Carbonetti speelde van 1974-1984 in het nationale team.

### Gewonnen
- 1972: Jockey Club Rosario Open
- 1975: Argentine Amateur Open
- 1976: Center Open, Viña del Mar Open (Chili)
- 1977: Rio Cuarto Open, Parana Open, Golden Cup Jujuy, Argentine Masters, Gordon Kenneth Cup
- 1978: Porto Alegre Open (Brazilië), Uruguay Open, Center Open, El Rincon Grand Prix (Colombia), North Open
- 1979: San Isidro Grand Prix, Los Lagartos Grand Prix, Livramento Grand Prix (Brazilië)
- 1980: Abierto del Litoral, Center Open, Uruguay Open, Jockey Club Rosario Open
- 1981: Center Open, Dutch Amateur Open
- 1982: Acantilados Grand Prix, Center Open, Golden Cup Jujuy, Las Americas Tournament (VS), Rio Cuarto Open, Eisenhower Trophy (individueel), Bucaramanga Open (Colombia)
- 1983: San Andres Grand Prix, Rio Cuarto Open, Center Open, Bucaramanga Open (Colombia), Argentine Amateur Open, Colombian Amateur Open, Jockey Club Rosario Open
- 1984: Acantilados Grand Prix, South Open, North Open, Eisenhower Trophy (individueel), Argentine National Championship, Ford Taunus Grand Prix, Ituzaingo Grand Prix

### Teams
- Eisenhower Trophy: 1976, 1978, 1980, 1982 (individual winner), 1984 (individual winner)
- Los Andes Cup: 1975, 1976 (winnaar), 1977 (winnaar), 1978 (winnaar), 1981 (winnaar), 1982, 1983, 1984 (winnaar)
- Vigil Cup (Argentinië): 1975 (winnaar), 1976 (winnaar), 1977 (winnaar), 1979, 1980, 1984 (individueel winnaar)

## Professional
Carbonetti werd in 1984 professional en speelde op de Europese PGA Tour van 1986 - 1991. Hij kwam in 2004 weer terug naar Europa om op de Senior Tour te spelen, waar hij aan het einde van het jaar op de 8ste plaats stond en in 2005 zelfs de 4de plaats haalde.

### Gewonnen

#### Argentinië
- 1982: Golden Cup Jujuy (als amateur)
- 1983: Center Open (als amateur), Miramar Grand Prix (as amateur)
- 1985: Punta del Este Open (Uruguay), Center Open, Rio Cuarto Open, North Open, Córdoba Open, Tucumán Open
- 1986: Center Open, Córdoba Open
- 1989: Punta del Este Open (Uruguay), Praderas Grand Prix
- 1992: Smithfield Country Club Grand Prix, Nautico Escobar Club Grand Prix
- 1993: Abierto del Litoral, Pacheco Club Grand Prix, Rosario Open
- 2000: North Open, Tucumán Open

#### Cordoba Tour
- 2002: Jockey Club Cordoba Tournament, Ascochigas Club Tournament

#### Elders
- 1978: San Pablo Open (Brazil) (als amateur)
- 1987: Ciudad del Este Open (Paraguay), 1987 Swesish Challenge
- 1990: Santo Domingo Open & Las Rocas Open (Chili)
- 1996: Callaway Cup (Argentinië), Brahma Challenge (Argentinië)

#### European Seniors Tour
- 2004: Digicel Jamaica Classic, Bovis Lend Lease European Senior Masters op Woburn
- 2005: Tobago Plantations Seniors Classic

#### Elders
- 2004: Acantilados Senior Grand Prix, Punta del Este Senior Open (Uruguay), Cadillac Senior Classic (USA)

### Teams
- World Cup: 1990, 1993

## Trivia
Carbonetti heeft zes maal tijdens een toernooi een hole-in-one geslagen.